# 129138 Williamfrost
129138 Williamfrost è un asteroide della fascia principale. Scoperto nel 2005, presenta un'orbita caratterizzata da un semiasse maggiore pari a 2,5582344 UA e da un'eccentricità di 0,1850892, inclinata di 3,80190° rispetto all'eclittica.